# Reinhold Heidecke
Reinhold Heidecke (* 2. Januar 1881 in Aschersleben; † 26. Februar 1960 in Braunschweig) war ein deutscher Mechaniker und Unternehmer, er wurde als einer der beiden Mitbegründer des heutigen Kameraherstellers Rollei bekannt.

## Anfänge
Reinhold Heidecke war einer der beiden Söhne des Bergmanns Ernst Freiderich Heidecke und dessen Frau Elisabeth Johanna. Er wollte Augenarzt werden, aber die finanziellen Verhältnisse seiner Familie erlaubten kein Universitätsstudium. So verließ er 1895 die Schule und begann eine Lehre als Mechaniker bei der Halleschen Manometer- und Telegrafen-Bauanstalt C. Berger. Ab dem 10. Januar 1900 arbeitete er bei Voigtländer & Sohn, Optische Anstalt zu Braunschweig. Nach dem Militärdienst bei der Marine (ab 20. Februar 1904) kehrte er am 10. September 1905 als Produktionsleiter zu Voigtländer zurück. Am 7. April 1906 heiratete er Wilhelmine Biethan, die am 16. Juni 1906 den Sohn Reinhold Ernst Friedrich und am 14. Januar 1908 die Tochter Lotte Anne Johanna zur Welt brachte.

## Bei Voigtländer
Reinhold Heidecke war ein ausgezeichneter Konstrukteur, der die von ihm entwickelten Apparate auch selbst anfertigen konnte. Bei Voigtländer schlug er viele neue Entwicklungen vor. Allerdings konnte er sich mit seinen Plänen für eine neuartige Rollfilmkamera nicht durchsetzen, woraufhin er versuchte, ein eigenes Unternehmen zu gründen. Es gelang ihm aber nicht, das dafür erforderliche Startkapital zusammenzubekommen. Als er 1918 bei seiner Bank anfragte, schrieb sie ihm, es gebe gegenwärtig derart viele Anfragen, dass man „zwei Konstrukteure für eine Mark“ bekomme. Die Vorsicht der Bank war dabei durchaus berechtigt: die spätere Geschichte seines Unternehmens zeigte schließlich, dass er alleine mangels kaufmännischen Geschicks wohl keinen Erfolg gehabt hätte. Daraufhin erwog Heidecke, dem Fotokaufmann Paul Franke, einem ehemaligen Voigtländer-Mitarbeiter, die Gründung eines gemeinsamen Unternehmens vorzuschlagen, er verwarf diesen Plan aber zunächst wieder. Auf Drängen seiner Frau lud er Franke bei einem weiteren Besuch im Februar 1919 zu sich nach Hause ein, und die beiden beschlossen, einen Gewerbeschein zu beantragen. So kam es mit Wirkung zum 1. Januar 1920 zur Gründung eines gemeinsamen Unternehmens unter der Firma Franke & Heidecke.

## Rollei
Die beiden Partner Paul Franke und Reinhold Heidecke waren ein gutes Team. Heideckes Fähigkeit, Kameras zu konstruieren, wurde dabei mit dem Gespür Frankes für den Fotomarkt kombiniert. Konstruktionen wie der Stereokamera Heidoscop und dem Roll(H)eidoscop folgten schließlich die bekannten zweiäugigen Rollfilmkameras Rolleiflex und Rolleicord in verschiedenen Ausführungen und für verschiedene Filmformate.
Als nach dem Ende des Zweiten Weltkriegs die britische Besatzungsmacht das Unternehmen besetzte, kooperierte Franke sofort mit ihr, während Heidecke sich abweisend zeigte. Der zuständige Mr. Harris musste ihn erst überzeugen, dass niemand deportiert und die Produktionsanlagen nicht demontiert würden. Zum Abschied bat Heidecke um einige britische und amerikanische Fotozeitschriften, um sich über den aktuellen Stand der Kameratechnik zu informieren. Soldaten lieferten kurz darauf eine große Kiste an. Heidecke schrieb Harris einen Dankesbrief und legte eine Rolleiflex bei. In der Kiste befanden sich zahlreiche Magazine und ein Rolleiflex-Nachbau, den das US-amerikanische Versandhaus Sears verkaufte, nachdem es keine Originalkameras mehr aus Deutschland bekam.
Nach dem Tod Frankes ging das Gleichgewicht zwischen Technik und Wirtschaftlichkeit verloren, so dass sich Heideckes Konstruktionen nicht mehr an den Bedürfnissen des Marktes orientierten und er damit bereits den Untergang des Unternehmens einleitete.

## Ehrungen
Reinhold Heidecke wurde von der Technischen Hochschule Braunschweig für „hervorragendes Wirken für den deutschen Kamerabau“ am 2. Januar 1951 die Ehrendoktorwürde verliehen. Am 25. März 1956 wurde er zum Ehrensenator ernannt.
Am 13. Februar 1951 erhielt er von der Photographischen Gesellschaft in Wien die goldene Voigtländer-Medaille für hervorragende Verdienste um den Kamerabau.